# Слюсарь, Альберт Евдокимович
Альберт Евдокимович Слю́сарь (10 ноября 1939, ст. Среднебелая, Ивановский район, Амурская область, РСФСР, СССР — 11 ноября 2017, Рязань, Россия) — советский и российский военачальник. Командир 103-й гвардейской воздушно-десантной дивизии (1981—1984), начальник Рязанского высшего воздушно-десантного командного училища (1984—1995). Герой Советского Союза (1983), Генерал-лейтенант (1988).

## Биография

### Ранние годы
Родился на станции Среднебелая Ивановского района Амурской области 10 ноября 1939 года. В 1958 году после окончания школы поступил в Дальневосточное высшее общевойсковое командное училище, которое окончил в 1962 году, и по личной просьбе был направлен служить в Воздушно-десантные войска.

### Служба в ВДВ
С 1962 по 1969 года проходил службу в 98-й гвардейской воздушно-десантной дивизии в должностях командира взвода и командира роты.
С 1969 по 1972 года обучался в Военной академии имени М. В. Фрунзе.
C 1972 по 1976 год занимал должность командира батальона, затем командира 104-го гвардейского парашютно-десантного полка.
С 1976 по 1979 год — заместитель командира, с 1979 по 1981 год — командир 76-й гвардейской воздушно-десантной дивизии.
С 1981 по январь 1984 года участвовал в боевых действиях на территории республики Афганистан в должности командира 103-й гвардейской воздушно-десантной дивизии.
15 ноября 1983 года, Указом Президиума Верховного Совета СССР, за умелое командование дивизией, мужество и героизм, проявленные при оказании интернациональной помощи Демократической Республике Афганистан, удостоен звания Героя Советского Союза с награждением медалью «Золотая Звезда» и орденом Ленина.
С 15 марта 1984 года по 17 декабря 1995 года  — начальник Рязанского высшего воздушно-десантного командного училища. Воинское звание «генерал-лейтенант» присвоено в 1988 году. Участник юбилейного парада в честь 50-летия Победы в Великой Отечественной войне. На этом параде возглавлял парадный расчёт РВВДКУ.

### В отставке
С декабря 1995 года в отставке. Возглавлял Союз ветеранов боевых действий локальных войн, фонд помощи семьям погибших, благотворительный фонд поддержки Героев Советского Союза, Героев России, кавалеров орденов Славы трёх степеней и семей погибших Героев. С 2009 года являлся членом Общественной Палаты Рязанской области, несколько лет был советником Губернатора Рязанской области.
В 2003 году вышла книга А. Е. Слюсаря «Воспоминания командира».
Скончался после тяжелой и продолжительной болезни в военном клиническом госпитале Рязани 11 ноября 2017 года, на следующий день после своего 78-летия. Гражданская панихида, с участием командующего ВДВ, прошла 14 ноября 2017 года в Музее истории ВДВ. Похоронен с воинскими почестями на Аллее почётных захоронений Скорбященского кладбища Рязани недалеко от могилы жены и сына.

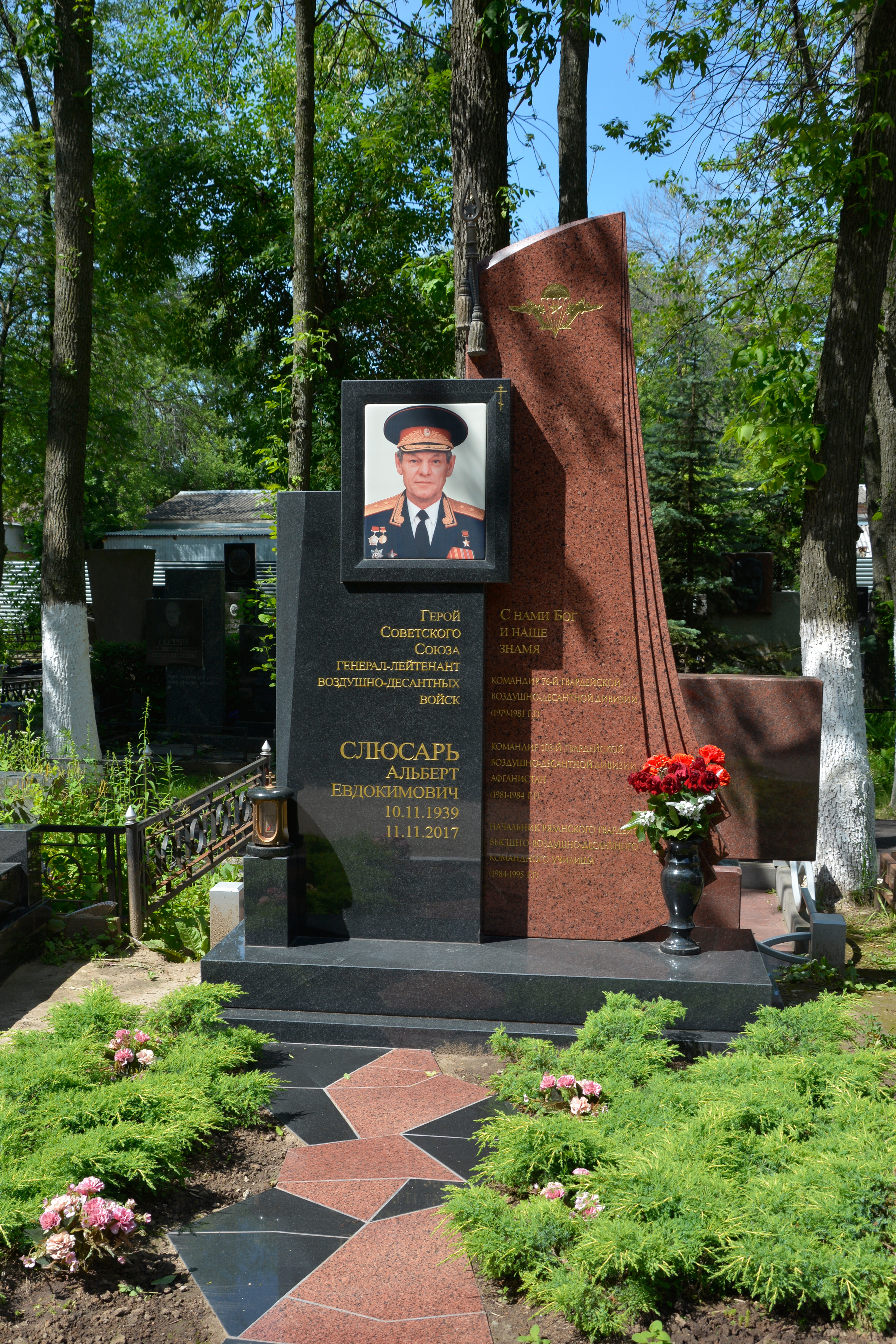
Могила А.Е. Слюсаря на Скорбященском кладбище г. Рязани

## Награды и звания
- Герой Советского Союза (15 ноября 1983);
- Два Ордена Ленина (в т. ч. 15 ноября 1983);
- Орден Красной Звезды;
- Орден «За службу Родине в Вооружённых Силах СССР» 2-й степени;
- Орден «За службу Родине в Вооружённых Силах СССР» 3-й степени;
- Медали СССР;
- Медали РФ;
- Почётный гражданин города Рязани (2003).

## Память
- В ноябре 2019 года мемориальная доска установлена фасаде дома в Рязани, где генерал-лейтенант Альберт Слюсарь проживал последние 28 лет[3].
- Общеобразовательной школе села Среднебелая Амурской области присвоено имя Героя Советского Союза Альберта Слюсаря. На здании школы установлена мемориальная доска[4].